# 토마신 & 부시로드
《토마신 & 부시로드》(Thomasine & Bushrod)는 1974년 미국의 범죄, 서부 영화이다.

## 출연

### 주연
- 맥스 줄리엔 : 부시로드 역
- 보네타 맥기 : 토마신 역

### 조연
- 조지 머덕 : 보가디 역
- 글린 터먼 : 조모 역
- 주어니타 무어 : 페콜리아 역
- 조엘 플루엘렌 : 나다니엘 역
- 벤 젤러 : 스크럭스 역
- 허브 로빈스 : 도슨 역
- 제이슨 버나드 : 셀던 역
- 지노 실바 : 태피 역
- 존 길 : 카드 딜러 역
- 찰스 게인스
- 잭슨 D. 케인 : 아돌프 역